# Bataille de Rava-Rouska
Première Guerre mondiale
Batailles
Front d'Europe de l’Est
- Stallupönen (08-1914)
- Gumbinnen (08-1914)
- Tannenberg (08-1914)
- Île d'Odensholm (08-1914)
- Lemberg (08-1914)
- Krasnik (08-1914)
- Komarów (08-1914)
- Lacs de Mazurie (I) (09-1914)
- Przemyśl (09-1914)
- Vistule (09-1914)
- Łódź (11-1914)
- Limanowa (12-1914)
- Bolimov (01-1915)
- Zwinin (02-1915)
- Lacs de Mazurie (II) (02-1915)
- Przasnysz (02-03-1915)
- Schaulen (04-07-1915)
- Gorlice-Tarnów (05-1915)
- Boug (06-08-1915)
- Narew (07-08-1915)
- Novogeorgievsk (08-1915)
- Varsovie (08-1915)
- Sventiany (09-1915)
- Lac Narotch (03-1916)
- Offensive Broussilov (06-1916)
- Offensive de Baranavitchy (07-1916)
- Turtucaia (09-1916)
- Offensive Flămânda (09-1916)
- Argeș (12-1916)
- Offensive Kerenski (07-1917)
- Bataille de Riga (09-1917)
- Opération Albion (09-10-1917)
- Mărășești (08-1917)
- Traité de Brest-Litovsk (03-1918)
- Traité de Brest-Litovsk (03-1918)
- Bakhmatch (03-1918)

Front d'Europe de l’Ouest
Front italien
Front des Balkans
Front du Moyen-Orient
Front africain
Bataille de l'Atlantique
La bataille de Rava-Rouska est un affrontement de la Première Guerre mondiale opposant les forces austro-hongroises aux forces russes au cours de la phase finale de la bataille de Lemberg à proximité de Rava-Rouska.

## Contexte
La 3e armée austro-hongroise, battue à la bataille de la Hnyla Lypa, est en retraite et doit abandonner Lemberg le 2 septembre. Après sa victoire lors de la bataille de Komarów la 4e armée austro-hongroise commandée par Moritz von Auffenberg est détournée pour porter secours à la 3e, ouvrant une brèche entre les 1re et 4e armées austro-hongroises.

## Bataille
Les Russes exploitent la brèche et, vers Rava-Rouska, les forces austro-hongroises sont menacées d'encerclement par la 3e armée russe. Au prix de lourdes pertes en hommes et en équipement, les Austro-Hongrois parviennent à se retirer.

## Conséquences
La Galicie orientale, avec Lemberg, passe sous occupation russe. Les Austro-Hongrois, sur la défensive, doivent se replier sur le San.
Rava-Rouska sera reprise par les empires centraux le 21 juin 1915 dans le cadre de l'offensive de Gorlice-Tarnów.